# Claude Pâris la Montagne
 (octobre 2021).
Si vous disposez d'ouvrages ou d'articles de référence ou si vous connaissez des sites web de qualité traitant du thème abordé ici, merci de compléter l'article en donnant les références utiles à sa vérifiabilité et en les liant à la section « Notes et références ».
 (octobre 2021).
Pour les articles homonymes, voir Paris (homonymie).
Claude Pâris dit la Montagne, né le 12 août 1670 à Moirans et mort le 18 avril 1744 à Serpaize, est un banquier et bibliophile français, seigneur de Moirans, Serpaize, Illins en Dauphiné, et Croix-Fontaine. 

## Biographie
Claude est le deuxième des quatre frères Pâris, financiers sous le règne de Louis XV. Le suffixe « La Montagne » lui vient de sa mère Justine Trennanay La Montagne.
Après des études de droit à Grenoble, il commence sa carrière dans les approvisionnements aux armées sous le règne de Louis XIV. Il occupe successivement les fonctions de directeur des Vivres pour le compte du munitionnaire de l'armée d'Italie (1692-1697), puis de trésorier de l'Extraordinaire des Guerres à l'armée des Flandres en 1707. 
Il quitte le Dauphiné pour Paris en 1696 et après des débuts difficiles parvient à se faire une place parmi les traitants aux armées. Il épouse le 14 janvier 1708 Anne Elisabeth De La Roche, fille du commandant des gardes du parc de Versailles. Reconnus pour leurs compétences, admirés pour leurs opérations de logistique et bénéficiant du soutien des maréchaux et du contrôleur général des Finances Nicolas Desmaretz, Claude et ses frères se rapprochent des cercles du pouvoir. 
À la mort de Louis XIV, les caisses de l'État sont vides. Le Régent Philippe d'Orléans charge les frères Paris de conduire l'opération du visa. Il s'agit de réduire de manière unilatérale les dettes de l'État selon des critères prédéfinis, par le biais d'une commission du visa. L'opération, dans sa première version, prend fin en mars 1717 et ne rapporte au Trésor Royal que 50 millions de livres. 
En 1718, Claude et ses frères acquièrent le bail de la Ferme générale. C'est à cette époque qu'entre dans l'histoire un certain John Law. Bénéficiant du soutien de Philippe d'Orléans, l'Écossais crée la première banque générale ainsi que la première monnaie papier. Les relations entre John Law et les Paris iront en se dégradant, car les Moirannais critiquent ouvertement le système spéculatif de l'Écossais. Ce dernier obtient du Régent l'exil des quatre frères Paris en juin 1720. 
Claude regagne Moirans et profite de ce séjour pour construire son hôtel particulier. Les travaux s'étalent sur un an et demi. La construction achevée, Claude Paris établit face à sa demeure un superbe jardin à la française organisé autour d'un bassin en forme de tau que domine une terrasse avec escalier en fer à cheval. L'ensemble a traversé le temps sans trop de dommages, le jardin est connu aujourd'hui sous le nom de Parc de la Grille. Cette grille élevée vers 1730 est un chef-d'œuvre de ferronnerie : 37 mètres de long pour 5 mètres de haut. « La grande maison » de Claude Paris (il n'a jamais utilisé le terme château pour décrire son habitation) est aujourd'hui en restauration et deviendra la mairie de Moirans. 
L'expérience de John Law tourne court en décembre 1720. Il est à son tour exilé et le nouveau contrôleur général des Finances, Félix Le Peletier de La Houssaye, s'empresse de rappeler auprès de lui Claude et ses frères. Lassé par la politique et par les intrigues de Versailles, Claude Paris tourne le dos à la capitale et préfère se consacrer à son Dauphiné natal. Bien que possédant un château à Croix-Fontaine en région parisienne, il n'y séjourne guère et passe son temps entre ses terres de Serpaize et sa demeure de Moirans. Il acquiert en 1722 le charge de receveur général des Finances de Grenoble qu'il conservera jusqu'en 1724. 
À Paris, la position des quatre frères se renforce avec la fin de la Régence. Le duc de Bourbon, alors Premier ministre de Louis XV, les tient en haute estime. Mme de Prie, maîtresse attitrée du duc de Bourbon, connaît très bien les Pâris. Son père était trésorier de l'Extraordinaire des Guerres au moment où les Pâris faisaient leurs débuts dans les approvisionnements aux armées. Nouveau coup de théâtre le 11 juin 1726, les adversaires des Paris accèdent au pouvoir. Le duc de Bourbon est remercié et Claude et ses frères de nouveau exilés. Après un bref séjour à Sampigny chez son frère Antoine, Claude regagne le Dauphiné et ne le quittera plus. 
En 1726, il ajoute à son patrimoine le château de Meyzieu et celui de La Tour à Saint-Genis-Laval, près de Lyon. Pendant trente ans, il mettra en valeur son vaste domaine foncier avant de mourir en partie ruiné et malade le 18 avril 1744 dans son château de Serpaize. 
Il fut le plus bibliophile de ses frères. Il légua sa bibliothèque composée de livres et de manuscrits précieux à son deuxième fils, Joseph Louis Pâris de Surieux (1714–1744), qui mourut quelques mois après son père. Son autre fils, Jean-Baptiste Pâris de Meyzieu (1718–1778), hérita des ouvrages. Le fils aîné de Claude Pâris, Antoine Pâris d’Illins (1712–1777), eut un fils, Antoine Marie Paris d'Illins (1746-1809), un militaire qui eut un château à Villiers-sur-Mer.